# Старшинов, Анатолий Васильевич
Анатолий Васильевич Старшинов (1926—1993) — передовик советской угольной промышленности, ветеран труда, талантливый организатор электромеханических служб шахт кузнецкого бассейна, главный механик шахты «Комсомолец». Герой Социалистического Труда.

## Биография
Окончил Ленинск-Кузнецкий горный техникум, Высшие курсы при Томском политехническом институте.
Трудовую деятельность начал в годы Великой Отечественной войны. С 1943 работал на оборонном заводе, освоил профессии дробильщика и формовщика. С должности производственного мастера поступил учиться на горно-электромеханическое отделение техникума. После получения диплома всю жизнь связал с угольной промышленностью.
Добрую память о себе оставил в период работы на шахте «Комсомолец». С 1957 по 1960 он трудился здесь механиком, с 1960 по 1966 помощником главного механика шахты, с 1966 по 1974 главным механиком. Являлся инициатором комплексной механизации своего предприятия, участвовал в организации эксперимента по развороту очистного комплекса на 180 градусов без его демонтажа в процессе отработки пласта. Это открыло перспективы для применения комплексов на пластах крутого падения. Благодаря усилиям механизаторов шахта стала комплексно-механизированным и автоматизированным предприятием угольной промышленности на Ленинском руднике.
С 1975 по 1977 работал заместителем главного механика производственного объединения «Кузбассуголь», а с 1977 по 1978 трудился на шахте им. Волкова.
В конце 80-х годов Старшинов А. В. уехал из города Ленинска-Кузнецкого. Скончался в 1993 году.

## Награды
- За выдающиеся успехи в выполнении заданий пятилетки, достижение высоких производственных результатов указом Президиума Верховного Совета СССР от 1971 г. Старшинову А. В. присвоено звание Героя Социалистического Труда.
- Орден Ленина, золотая медаль «Серп и Молот», медаль «За доблестный труд», бронзовая медаль ВДНХ, знак «Победитель социалистического соревнования 1973 г.», медаль «Шахтёрская слава» 3 степени.